# Evangelisch-Lutherisches Dekanat Gräfenberg
Das Evangelisch-Lutherische Dekanat Gräfenberg ist das kleinste der 10 Dekanate des Kirchenkreises Nürnberg. Amtierender Dekan ist seit Juli 2020 der evangelische Theologe Reiner Redlingshöfer. Er ist der Nachfolger der Theologin Berthild Sachs, die das Dekanat von 2016 bis 2019 leitete und nun zum Dekanat Schwabach gewechselt hat.

## Geschichte
Das bayerische Dekanat Gräfenberg wurde am 7. Dezember 1810 errichtet. Die Pfarreien Gräfenberg, St. Helena, Hiltpoltstein, Kirchrüsselbach und Walkersbrunn gehörten zuvor zur Reichsstadt Nürnberg, die 1525 die Reformation eingeführt hatte. Vier ritterschaftliche Pfarreien wurden dem Dekanat unterstellt. Die Herren von Egloffstein führten die Reformation in ihrem Herrschaftsgebiet ein, vor 1544 in Affalterthal, um 1550 in Egloffstein und um 1525 in Kunreuth. Die Landesherrschaft in Ermreuth hatte zur Reformationszeit das Nürnberger Patriziergeschlecht von Muffel. Igensdorf wurde um 1525 unter Nürnberger Herrschaft evangelisch. 1796 fiel es an Preußen und wurde der Superintendentur Erlangen unterstellt. 1810 kam es zum Dekanat Gräfenberg. In Thuisbrunn führte das Markgraftum Brandenburg-Kulmbach 1528 die Reformation ein. 1558 wurde es der Superintendentur Kulmbach unterstellt. Nach mehreren Umgliederungen kam es 1810 zum Dekanat Gräfenberg.

## Geografie
Der Dekanatsbezirk liegt am südlichen Rand der Fränkischen Schweiz überwiegend im Regierungsbezirk Oberfranken. Ausnahme ist die Kirchengemeinde Sankt Helena zu Großengsee (Gemeinde Simmelsdorf), die im Landkreis Nürnberger Land und damit im Regierungsbezirk Mittelfranken liegt.

## Kirchengemeinden
Im Dekanatsbezirk lebten 2019 weniger als 12.000 Gemeindeglieder in zwölf Kirchengemeinden. Im Folgenden sind die Kirchengemeinden und ihre Kirchengebäude aufgeführt:
- Affalterthal, evangelische Kirchen in Affalterthal und in Bieberbach
- Egloffstein, St. Bartholomäus
- Pfarrei Ermreuth
  - Kirchengemeinde Ermreuth, St. Peter und Paul
  - Kirchengemeinde Walkersbrunn, Zu den heiligen Gräbern
- Gräfenberg, Dreieinigkeitskirche
- Hiltpoltstein, St. Matthäus
- Kirchrüsselbach, St. Jakobus
- Kunreuth, St. Lukas
- Igensdorf, St. Georg
- Neunkirchen am Brand, Christuskirche
- Sankt Helena, St. Helena (16. Jahrhundert), Kreuzkirche (19. Jahrhundert)
- Thuisbrunn, St. Katharina